# Brandenburgischer Literaturpreis Umwelt
Der Brandenburgische Literaturpreis Umwelt wird seit 1994 vom Ministerium für Ländliche Entwicklung, Umwelt und Verbraucherschutz des deutschen Bundeslandes Brandenburg vergeben. Der bis zum Jahre 2007 nach dem Schriftsteller Erwin Strittmatter benannte Preis ist mit 5000 Euro dotiert. Mit seiner Verleihung kann sowohl ein literarisches Einzelwerk als auch das Gesamtschaffen eines Schriftstellers gewürdigt werden, welches in besonderer Weise literarische Qualität mit einem ethischen Anspruch zur Bewahrung der natürlichen Lebenssphäre verbindet. Wegen der durch Erwin Strittmatter verschwiegenen Zugehörigkeit zur Ordnungspolizei in der NS-Zeit wurde der Preis im Jahre 2008 umbenannt.

## Preisträger
- 1994: Wulf Kirsten und Reimar Gilsenbach
- 1996: Thomas Rosenlöcher
- 1997: Bernhard Kegel
- 1998: Volker Braun
- 1999: Lia Pirskawetz
- 2000: Hanns Cibulka
- 2001: Susanne Paulsen
- 2002: Annett Gröschner und Ernst Paul Dörfler
- 2004: Richard Pietraß und Andreas Altmann
- 2006: Wolfgang Hilbig und Antje Babendererde
- 2008: Anita Albus (München)
- 2011: Florian Werner (Berlin) und Ulrich Grober (Marl)